# Gliese 581 c
A Gliese 581 c az először felfedezett, Földhöz hasonló exobolygó.

## Jellemzése
Svájci, francia és portugál csillagászokból álló kutatócsoport az ESO (European Southern Observatory) Chilében, La Silla-n működő 3,6 méteres távcsövével felfedezte a Föld nagytestvérét, az eddigi legkisebb méretű exobolygót 2007 áprilisában.
A Gliese 581 c az elképzelések szerint kőzetbolygó, de az is lehet, hogy egész felszínét víz borítja.
Az új planéta mérete körülbelül másfélszerese a Földének, tömege pedig ötször nagyobb anyabolygónkénál, a Mérleg csillagképben található Gliese 581 katalógusjelű vörös törpe körül kering. Az új égitest a Gliese 581 c jelölést kapta, utalva arra, hogy a rendszerben ez a második bolygó (az elnevezési gyakorlat, hogy először a központi csillag neve, majd egy kisbetű, b-től kezdve; az „a” magát a csillagot jelenti). Korábban már felfedeztek a törpe körül egy Neptunusz méretű kísérőt (Gliese 581 b), ami 5,4 nap alatt kerüli meg a csillagot, illetve a kutatók bizonyítékokkal rendelkeznek arról is, hogy 84 napos periódussal még egy körülbelül 8 földtömegnyi kísérő is kering a Gliese 581 körül (Gliese 581 d).
A Gliese 581 c pályamérete 14-szer kisebb, mint a Földé, s mindössze 13 nap alatt tesz meg egy fordulatot a napja körül. A tőlünk 20,5 fényévnyire, vagyis 193 946 400 000 000 km-re található vörös törpe tömege a Napénak csak harmada, hidegebb is nála, ennek megfelelően az összes energiakibocsátása, a luminozitása is sokkal kisebb, így az új kísérő még ilyen közeli pályán is a csillag ún. lakható zónájában kering. Ez az a zóna egy csillag körül, amelyben a fizikai feltételek megfelelőek lehetnek az élet esetleges kialakulásához. A kutatók becslése szerint a Gliese 581 c felszíni hőmérséklete 0 és 40 °C közötti, így – a méretét is figyelembe véve – alkalmas lehet arra, hogy felszínén folyékony állapotú víz legyen. Ez a feltétel mai tudásunk szerint elengedhetetlen bármilyen életforma létrejöttéhez és tartós fennmaradásához.
A csillagászcsoport az exobolygókutatás akkor még legeredményesebb eljárását, a központi csillag radiálissebesség-változásának mérésén alapuló módszert használta a 3,6 méteres távcsőre szerelt HARPS (High Accuracy Radial Velocity for Planetary Searcher) spektrográffal. Ez a műszer 1 m/s (3,6 km/h) pontosságú sebességmérésre képes, a Gliese 581 c esetében 2–3 m/s nagyságú változásokat mértek vele, ami mindössze egy siető ember sebességének felel meg. Ilyen kicsiny változások kimutatására a legtöbb ma használatos színképelemző eszköz a jelhez adódó zaj miatt nem alkalmas. A HARPS képességeit jól érzékelteti, hogy az eddig ismert 13 darab, 20 földtömegnél kisebb exobolygó közül 11-et ezzel fedeztek fel. A módszerrel meghatározhatók az egyébként láthatatlan kísérő pályájának főbb paraméterei (leginkább a keringési ideje és a csillagtól való távolsága), illetve alsó határ adható a tömegére is.
A kutatók szerint a sokkal kisebb energiakibocsátásuk miatt a vörös törpék lakhatósági zónája jóval közelebb van a csillaghoz, mint a Napnál, így esetükben a radiális sebesség mérésével könnyebb a folyékony víz hordozására is alkalmas kis tömegű bolygókat keresni. Hőmérséklete és viszonylagos közelsége miatt a Gliese 581 c is fontos célpontja lehet a közeljövő Földön kívüli élet kutatását célzó űrmisszióinak.